# Nae Nae (baile)
Nae Nae (pronunciación en inglés; /ˈneɪ neɪ/)  es un baile de hip-hop que consiste en colocar un brazo en el aire y balancearse de un lado a otro. El grupo de We Are Toonz se le atribuye haber inventado la frase con su exitosa canción «Drop That NaeNae» en 2013.Este baile se basó en el personaje de la serie de comedia de situación de Fox Martin de la década de los 90s.En la serie, Martin Lawrence se disfrazó para interpretar a Sheneneh Jenkins, una "chica del gueto exagerada y atrevida".El miembro del grupo Callamar declaró en una entrevista con Billboard: "Realmente se basa en una chica aratchet en el club bailando un poco divertida y la mejor chica para describirlo es Sheneneh en Martin".En una entrevista, Lawrence declaró que estaba "halagado" por el baile.
A lo largo de 2014, la canción alcanzó una gran popularidad en las redes sociales como Vine, Twitter, Instagram y YouTube.También se ha realizado como un baile de celebración en eventos deportivos universitarios y profesionales.
En 2015, el rapero estadounidense Silentó lanzó su sencillo debut «Watch Me (Whip/Nae Nae)», que también incluía con Nae Nae junto con otros movimientos de baile, que aparecieron en vídeos virales y en los medios de comunicación.
Numerosas celebridades han sido cubiertas por las redes sociales y los principales medios de comunicación cuando realizaron el baile, incluidos Jeremy Lin y Stephen Curry,Dwight Howard,Lance Moore, TLC,John Wall,Pharrell Williams,Miley Cyrus,J. J. Watt,y Hillary Clinton.El videojuego baloncesto de 2015 NBA 2K16 permite a los jugadores bailar con Nae Nae.
Desde entonces presidente de los Estados Unidos, Barack Obama, elogió públicamente a un oficial de policía de Washington, D. C. que hizo el baile con los adolescentes en octubre de 2015.